# 阿里山十大功劳
阿里山十大功劳（学名：Mahonia oiwakensis），又称海岛十大功劳、翠峰十大功勞、二色葉十大功勞、玉山十大功勞、玉山蘗木，屬小檗科十大功劳属植物，同時為台灣特有種植物。生长于海拔650米至3,800米的地区，多生长于林缘、灌丛中、阔叶林下和山坡，目前林務局有進行育種栽培。

## 生態
生長環境為海拔1500-3000公尺的山區，常見於透光佳的向陽地，是台灣特有種植物。由於其藥用價值，台灣當地人俗稱功勞葉、黃心樹、鐵八卦，因木質呈黃色，因此又名「黃柏」。

## 型態
它的特色是一回奇數羽狀複葉，葉長約 40 公分。小葉無柄、革質15~29 枚、剛硬、披針形，大小富變化，長 8~10 公分，寬 1.4~2 公分，葉緣每邊具 3~8 刺狀齒牙。每年約十月開花，花黃色，總狀花序，簇生。四、五月漿果成熟，成熟時為暗紫色，長約 0.9 公分，是鳥類喜愛的食物之一。

## 用途
與十大功劳属的植物一樣，全株都有觀賞及藥用價值，其藥性寒，具有清熱解毒功能。是早期阿里山鄒族原住民不可或缺的藥草。
全株: 清熱解毒。治感冒、支氣管炎、咽喉腫痛、牙痛、急性胃腸炎、痢疾，傳染性肝炎、風溼關節痛；外用治結膜炎，瘡癤，濕疹、燒、燙傷。

根: 有消炎、清濕熱、解毒、治痢疾、腹痛等功能。

莖: 木質呈黃色，味苦，有健胃、解熱、治水腫、腎臟炎、膀胱炎、消化不良、菌痢及黃疸等功效，可泡藥酒或煎水服用。

葉: 為清涼性的滋養強壯藥，具有健脾胃、退虛勞，主治四肢酸痛、久年傷及腸炎等。

漿果: 可食。